# إنديبندينتي ديل فال
إنديبندينتي ديل فال (بالإسبانية: Independiente del Valle) هو فريق كرة قدم من مدينة سانغولكوي في الإكوادور، تأسس بتاريخ 1 مارس 1958، يلعب حالياً في الدوري الإكوادوري للمحترفين.